# Spoorlijn Margaux - Sainte-Hélène
De spoorlijn Margaux - Sainte-Hélène was een Franse spoorlijn van Margaux-Cantenac naar Sainte-Hélène. De lijn was 20,1 km lang. 

## Geschiedenis
De lijn werd in gedeeltes geopend, tussen Margaux naar Castelnau op 1 maart 1884 door de Compagnie du chemin de fer du Médoc en tussen   Castelnau naar Sainte-Hélène op 14 juli 1915 door de Compagnie des Chemins de fer du Midi. Op 31 maart 1934 werd het personenvervoer opgeheven, tegelijk werd het gedeelte tussen Margaux en Providence gesloten. Tussen Providence en Sainte-Hélène was de lijn nog voor militaire doeleinden in gebruik tot 1978.

## Aansluitingen
In de volgende plaatsen is of was er een aansluiting op de volgende spoorlijnen:
Margaux
RFN 584 000, spoorlijn tussen Ravezies en Pointe-de-Grave
Sainte-Hélène
lijn tussen Bruges en Lacanau-Océan

## Galerij

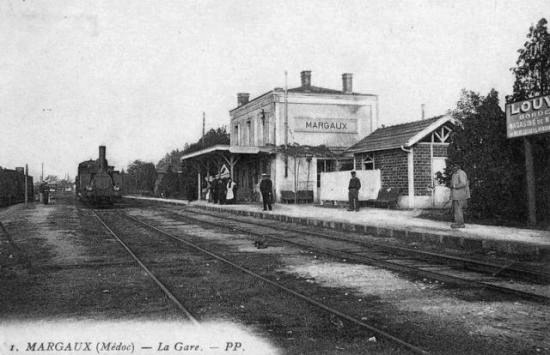
Station Margaux.
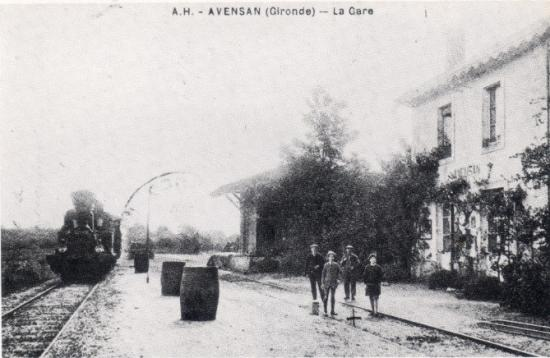
Station Avensan.
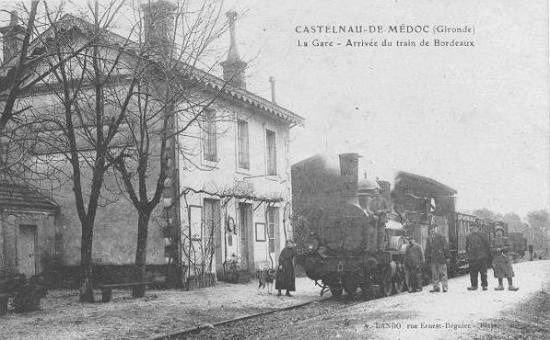
Station Castelnau-de-Médoc.
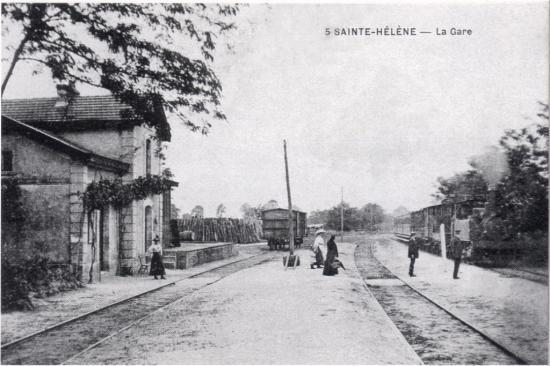
Station Saint-Hélène.